# Canthylidia confundens
Canthylidia confundens là một loài bướm đêm trong họ Noctuidae.